# Omar Govea
Omar Nicolás Govea García (ur. 18 stycznia 1996 w San Luis Potosí) – meksykański piłkarz występujący na pozycji środkowego lub defensywnego pomocnika, reprezentant Meksyku, od 2024 roku zawodnik Guadalajary.

## Kariera klubowa
Govea pochodzi z miasta San Luis Potosí, stolicy stanu San Luis Potosí. W piłkę nożną grał już od czwartego roku życia; pierwsze zorganizowane treningi odbywał w szkolnej drużynie Colegio Othón. Następnie przez pewien czas terminował w szkółce juniorskiej CeFor Pachuca-San Luis Potosí, a później w Instituto Santa Rita. W wieku piętnastu lat wziął udział w młodzieżowym turnieju, organizowanego w ramach projektu Campo de los Sueños (Boisko Marzeń), nadzorowanego przez trenerów Jesúsa Ramíreza i Rafaela Jardóna. 
Po udanym występie został przyjęty do prowadzonej przez Jardóna drużyny o nazwie Plateros, przez kilka miesięcy występował również w lidze meksykańskiej do lat piętnastu w barwach klubu San Luis FC. Następnie został ściągnięty przez Ramíreza do akademii juniorskiej krajowego potentata – Club América ze stołecznego miasta Meksyk, w której ten pełnił rolę koordynatora. W barwach Amériki występował wyłącznie w rozgrywkach ligi meksykańskiej do lat siedemnastu.
W maju 2014 Govea został wypożyczony do nowo powstałego, drugoligowego klubu Mineros de Zacatecas. Tam spędził kolejny rok, lecz nie zdołał rozegrać żadnego spotkania w lidze (wystąpił za to kilka razy w krajowym pucharze). W lipcu 2015 udał się na roczne wypożyczenie z opcją wykupu do FC Porto. Dołączył do drużyny rezerw portugalskiego giganta, w której występował już jego rodak Raúl Gudiño. W sezonie 2015/2016 jako podstawowy piłkarz Porto B wygrał rozgrywki drugiej ligi portugalskiej, kilkakrotnie brał również udział w treningach pierwszego zespołu pod okiem trenera José Peseiro. W maju 2016 został wykupiony przez władze Porto, podpisując z klubem czteroletnią umowę. Po kolejnym udanym roku spędzonym w rezerwach, w lipcu 2017 został wypożyczony z opcją wykupu do belgijskiego Royal Excel Mouscron. W tamtejszej Eerste Klasse A zadebiutował 30 lipca 2017 w wygranym 1:0 spotkaniu z Oostende, zaś pierwszego gola strzelił sześć dni później w przegranej 2:5 konfrontacji z Royal Charleroi.
16 sierpnia 2018 roku Govea dołączył do Royal Antwerp FC na zasadzie rocznego wypożyczenia z opcją wykupu, gdzie będzie nosił numer 23.
9 lipca 2019 roku belgijski klub Zulte Waregem ogłosił, że Govea jest nowym zawodnikiem. Podpisał trzyletni kontrakt z opcją na kolejny rok. Zadebiutował 27 lipca w przegranym 2-0 meczu z Mechelen. 14 grudnia strzelił swoje pierwsze dwa gole w wygranym 5-1 meczu u siebie z Sint-Truiden.
W styczniu 2020 roku został uznany za gracza miesiąca w klubie za grudzień ze względu na swoje występy. 21 września 2022 roku Govea podpisał dwuletni kontrakt z rumuńskim klubem Voluntari. 17 grudnia 2022 r. Monterrey ogłosiło podpisanie kontraktu z Goveą na zasadzie rocznego wypożyczenia z opcją wykupu.

## Kariera reprezentacyjna
W październiku 2013 Govea został powołany przez Raúla Gutiérreza do reprezentacji Meksyku U-17 na Mistrzostwa Świata U-17 w ZEA. Tam był podstawowym piłkarzem swojej drużyny; rozegrał sześć z siedmiu możliwych spotkań (z czego pięć w wyjściowym składzie), tworząc duet środkowych pomocników z kapitanem Ulisesem Rivasem. Meksykanie dotarli natomiast do finału mundialu, ulegając w nim Nigerii (0:3) i wywalczyli tym samym tytuł juniorskich wicemistrzów świata.
W maju 2016 Govea znalazł się w ogłoszonym przez Gutiérreza składzie olimpijskiej reprezentacji Meksyku U-23 na towarzyski Turniej w Tulonie. Wystąpił wówczas w trzech z czterech możliwych meczów (z czego w dwóch w pierwszym składzie), natomiast jego kadra zakończyła swój udział w rozgrywkach na fazie grupowej.
W seniorskiej reprezentacji Meksyku Govea zadebiutował za kadencji selekcjonera Juana Carlosa Osorio, 13 listopada 2017 w wygranym 1:0 meczu towarzyskim z Polską.

## Statystyki kariery

### Klubowe
| Mineros  | 2014–2015 | Meksyk     | Ascenso MX      | 0  | 0 | 9 | 0 | — | — | — | 9  | 0 |
| Porto B  | 2015–2016 | Portugalia | LigaPro         | 36 | 0 | — | — | — | — | — | 36 | 0 |
| Porto B  | 2016–2017 | Portugalia | LigaPro         | 32 | 0 | — | — | — | — | — | 32 | 0 |
| Mouscron | 2017–2018 | Belgia     | Eerste Klasse A |    |   | — | — | — | — | — | 0  | 0 |
| Ogółem   | Ogółem    | Ogółem     | Ogółem          | 68 | 0 | 9 | 0 | — | — | — | 77 | 0 |

### Reprezentacyjne
| Meksyk | Meksyk | 2017   | 1 | 0 | — | — | — | — | — | 1 | 0 |
| Meksyk | Meksyk | 2018   |   |   | — | — | — | — | — | 0 | 0 |
| Ogółem | Ogółem | Ogółem | 1 | 0 | — | — | — | — | — | 1 | 0 |